# Herning KFUM
Herning KFUM er en fodboldklub i Herning, der eksisterer også volleyball- og håndboldhold der spiller under navnet Herning KFUM.
Klubbens oprindelse strækker sig helt tilbage til år 1911 hvor KFUM i Herning havde det at spille fodbold som et tilbud til byens borgere.
Klubbens anlæg ligger ved H.P. Hansensvej Nord for Herning centrum. Herning Gymnasium er en tæt nabo på klubhuset.
KFUMs Idrætscenter som er navnet på klubbens klubhus blev taget i brug i år 1984
Navnet Ansgar Nybo er nærmest synomnym med klubben for folk der kender den, han var formand i klubben i 37 år og nåede at deltage i ledelsen af klubben i et halvt århundred.
Klubben er medlem af FC Midtjyllands FS MidtVest netværk.
Klubben´s højest placeret hold i 2011 er Serie 1

## Ekstern henvisninger
- Herning KFUM Fodbolds Hjemmeside

| Fodbold | Spire Denne artikel om en dansk fodboldklub er en spire som bør udbygges. Du er velkommen til at hjælpe Wikipedia ved at udvide den. |